# 亨氏粒鯰
亨氏粒鯰，為輻鰭魚綱鯰形目粒鯰科的其中一種，為熱帶淡水魚，分布於亞洲馬來半島及暹羅半島淡水流域，體長可達4.9公分，棲息在沙石底質的溪流底層水域，生活習性不明。

## 扩展阅读
維基物種上的相關：亨氏粒鯰